# Eleocharis nitida
Eleocharis nitida är en halvgräsart som beskrevs av Merritt Lyndon Fernald. Eleocharis nitida ingår i släktet småsäv, och familjen halvgräs. Inga underarter finns listade i Catalogue of Life.